# Simaba polyphylla
Simaba polyphylla är en bittervedsväxtart som först beskrevs av Paulo Bezerra Cavalcante, och fick sitt nu gällande namn av William Wayt Thomas. Simaba polyphylla ingår i släktet Simaba och familjen bittervedsväxter. Inga underarter finns listade i Catalogue of Life.